# Посольство России в Швеции
Посольство Российской Федерации в Стокгольме (швед. Rysslands ambassad i Stockholm) является официальным дипломатическим представительством Российской Федерации в Королевстве Швеция.

## История
Исторически так сложилось, что одним из первых постоянных официальных дипломатических представительств за рубежом после учреждения Посольского приказа Иваном Грозным было дипломатическое представительство России в Швеции, открытое в 1634 году. До 1699 года это представительство, а также представительство России в Польше, открытое в 1673 году, были единственными постоянными русскими дипломатическими миссиями за рубежом.
После образования в Российской империи Коллегии иностранных дел в 1718—1720 годы, одним из первых в 1722 году было открыто постоянное дипломатическое представительство Российской империи в Стокгольме.
После Октябрьской революции 1917 года по истечении некоторого периода международной изоляции в 1924 году были открыты первые посольства СССР в соседних странах, в том числе 18 марта 1924 года в Швеции. Одним из первых официальных послов СССР в Швеции была известный дипломат и политический деятель Александра Михайловна Коллонтай, прослужившая на этом посту в один из самых сложных периодов мировой и отечественной истории с 1930 по 1945 годы.
Одним из последних советских послов в Швеции был Борис Панкин, ставший впоследствии последним Министром иностранных дел СССР после августовского путча 1991 года.

## Здание посольства

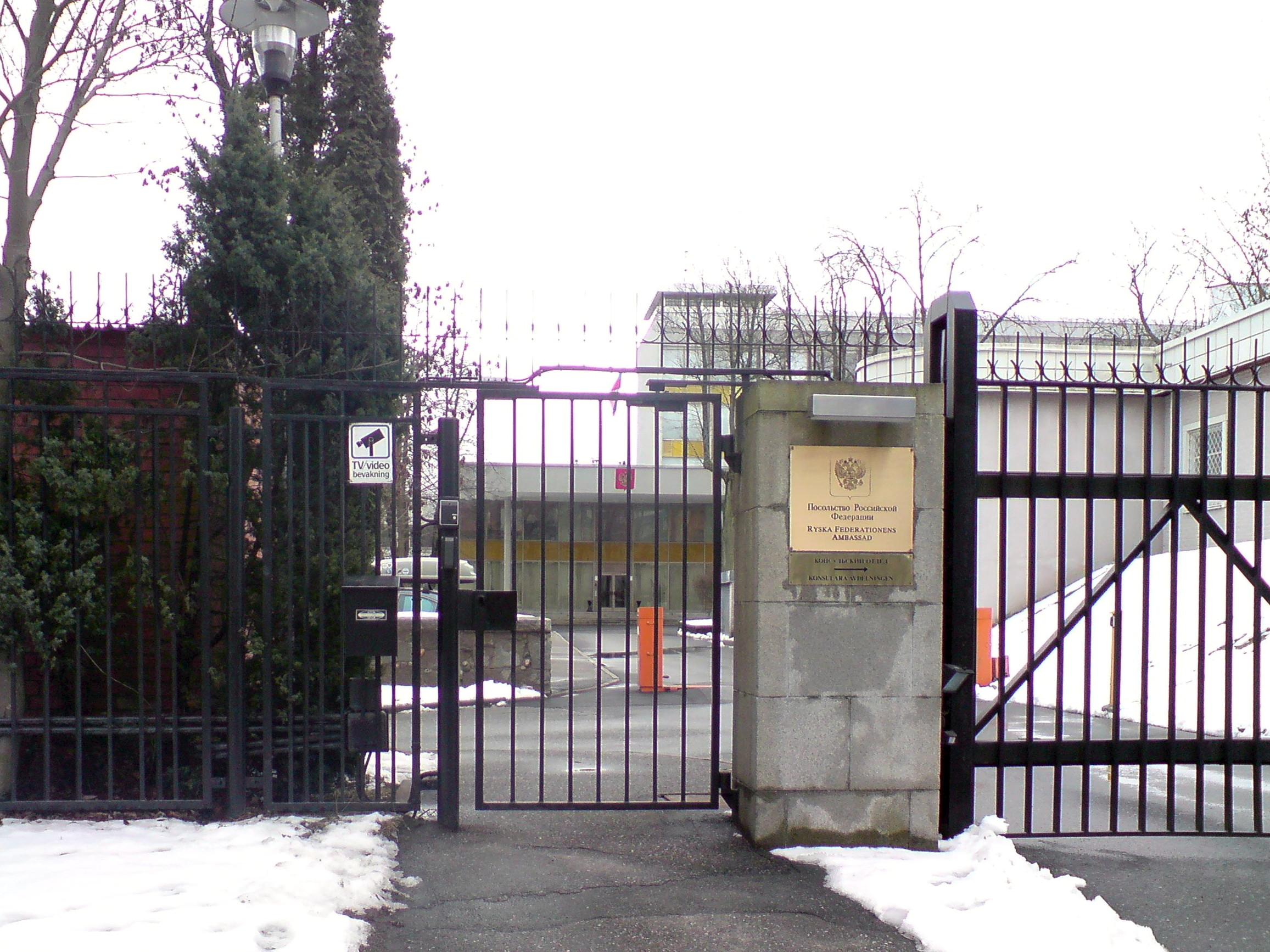
Вход на территорию посольства РФ в Стокгольме

Посольство России в столице Швеции Стокгольме с 1810 по 1836 год находилось на вилле Beylon, которая была арендована русским послом Петром Корниловичем Сухтеленом.
С 1936 по 1971 год посольство СССР в Швеции располагалось на улице Виллагатен в доме номер 17.
В 1972 году посольство СССР переехало в новое специально построенное здание посольства на улице Гёрвельгатен в доме под номером 31, которое расположено на холме Мариеберг (Marieberg) в районе Кунгсхольмен (Kungsholmen), в центральной части Стокгольма.
С 1991 года здание посольства, также как и другие объекты недвижимости бывшего СССР за рубежом, перешло к Российской Федерации, ставшей правопреемником СССР в международных делах.